# 爱沙尼亚历史
本文叙述爱沙尼亚的历史。

## 早期
人类最早在爱沙尼亚居住的证据与孔达文化有所关联。在石器时代早期，普利人在派尔努河定居。
98年，爱沙尼亚（Eesti）这个名字第一次以塔西陀记载的爱西提（Aestii）人形式出现。

## 中期

9世紀的歐洲

在中世纪，爱沙尼亚是欧洲几个未被基督化的地区之一。
1193年，教皇雷定三世呼吁十字军讨伐北部欧洲的异教徒。
1207年2月2日来自北部日耳曼的十字军在里加建立据点。

### 丹麦统治（1219-1346）

1260年的立窝尼亚

1219年，丹麦国王瓦尔德马二世征服爱沙尼亚北部。最早提到丹麦瑞典人的书面记载是1294年哈普沙盧镇的法律。爱沙尼亚瑞典人是最早得知的爱沙尼亚少数民族之一。他们被称为海岸地区瑞典人。
1343年，開始叛亂，被利沃尼亞騎士團佔領。
1346年，以10000馬克成交給利沃尼亞騎士團。

### 宗教改革
1520年，马特·路德的宗教改革传入爱沙尼亚。

### 利沃尼亚战争（1558-1583）
1558年，利沃尼亚战争爆发。

### 波兰立陶宛统治

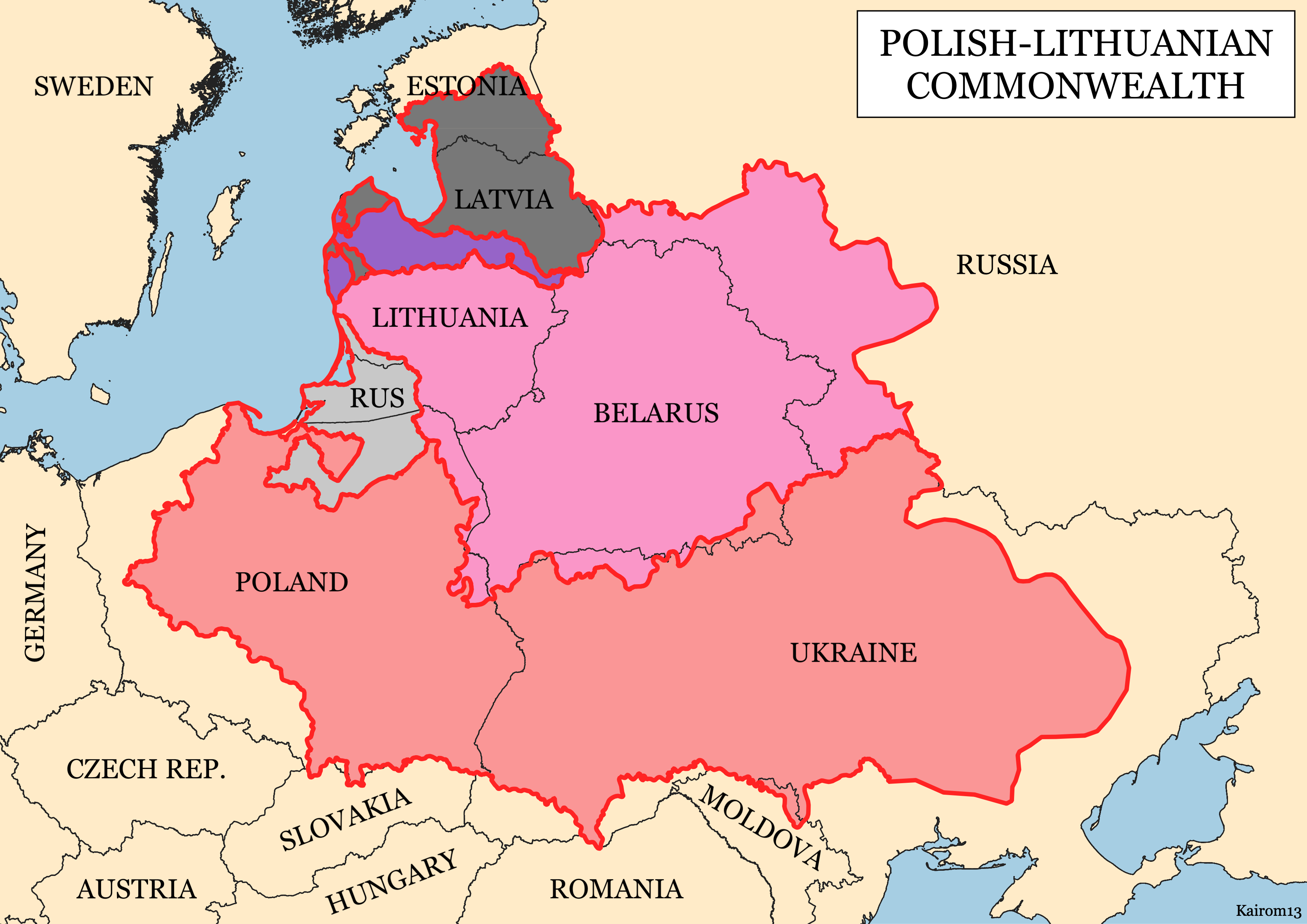
波蘭立陶宛聯邦輪廓

在1582至1583年，南部爱沙尼亚成为波兰立陶宛利沃尼亞公國一部分。

## 晚期

### 瑞典统治（1561-1710）
1561年，由瑞典统治。
在1629年波兰瑞典战争中，利沃尼亚被波兰立陶宛攻占。在北方战争之后，根据1660年的波兰立陶宛和瑞典的奥利瓦条约，波兰国王放弃瑞典王位以及割让利沃尼亚。

### 俄國統治（1710-1917）
在北方战争期间，瑞典被俄罗斯击败。导致爱沙尼亚和利沃尼亚于1710年被占领。根据尼斯塔德条约，俄罗斯开始统治爱沙尼亚。

## 近代（1916-1990）

### 第一次独立
1918年2月25日，德軍佔領愛沙尼亞。
1918年3月3日，蘇俄與德意志帝國簽訂《布列斯特和約》，割讓芬蘭、愛斯特蘭（愛沙尼亞）、里夫蘭（拉脫維亞）、立陶宛和烏克蘭地區給德國。
1918年11月，德國爆發革命，11月11日德國宣布投降，德軍撤出波羅的海。11月28日，愛沙尼亞隨即宣佈獨立並得到英法等國的承認。
1919年4月5日至7日，爱沙尼亚制宪大会召开。
1920年2月2日，蘇俄與愛沙尼亞簽署《塔爾圖和約》，放弃爱沙尼亚地区，承認獨立。
從1918年，爱沙尼亚共和国第一次独立共持续22年。

### 蘇聯佔領時代（1940-1990）
1940年6月16日，苏联占领爱沙尼亚。7月21日，成立愛沙尼亞蘇維埃社會主義共和國。8月1日，併入蘇聯，成為蘇聯的加盟共和國。
1941年6月22日，德國入侵苏联，佔領愛沙尼亞，劃入奥斯蘭總督轄區。
1944年，德國撤退，苏联重新佔領愛沙尼亞。
第二次世界大戰中，愛沙尼亞損失了22萬人，相當於戰前人口的1/5。有8萬人流亡到西方。
1949年5月起，蘇聯開始向西伯利亞流放愛沙尼亞人，並遷入俄羅斯人。至1952年，愛沙尼亞人的比例已從1941年的90%下降至48%。
1988年11月16日，愛沙尼亞最高蘇維埃通過獨立聲明。
1989年1月，官方語言定為愛沙尼亞語，2月24日恢復第一共和國的藍黑白三色國旗。
1989年8月23日，愛沙尼亞、拉脫維亞和立陶宛發起「波羅的海之路」，紀念三國在二戰中被蘇聯佔領，追求恢復獨立。

## 現代（1990至今）

### 第二次独立
1990年2月24日，組成國會。
1991年3月3日，舉行獨立公投，支持獨立78.4%，投票率82.9%。
8月19日，蘇聯發生政變。8月20日，正式宣告独立。8月26日，俄羅斯承認獨立。9月6日，蘇聯承認獨立。9月17日，成為聯合國會員。12月26日，苏联解体。
1992年6月28日，公民投票通過現行第四部憲法。
2004年3月29日，加入北大西洋公約組織。5月1日，加入歐盟。
2007年12月21日，成為申根公約會員。
2010年12月9日，成為經濟合作與發展組織會員。
2011年1月1日，加入歐元區。